# Janusz Sobański
Janusz Sobański (ur. 11 października 1902 w Piotrkowie, zm. 30 czerwca 1986 w Łodzi) – polski lekarz, okulista, profesor nauk medycznych, nauczyciel akademicki Wydziału Lekarskiego Uniwersytetu Warszawskiego, Wydziału Lekarskiego Uniwersytetu Łódzkiego i Akademii Medycznej w Łodzi. Dziekan Wydziału Lekarskiego UŁ.

## Życiorys
Syn Antoniego Tomasza (zm. 1941), lekarza magistratu m. Warszawy, i Kazimiery z Wyżnikiewiczów (zm. 1939). W 1918 ukończył ośmioklasowe gimnazjum w Piotrkowie, po czym został studentem Wydziału Lekarskiego Uniwersytetu Warszawskiego. Uczestniczył w wojnie polsko-bolszewickiej. W 1925 uzyskał dyplom doktora medycyny. W 1921 rozpoczął pracę jako wolontariusz w Klinice Chorób Oczu, w 1925 został asystentem wolontariuszem, w 1930 starszym asystentem, w 1934 adiunktem. W 1935 habilitował się na Wydziale Lekarskim UW na podstawie rozprawy O powstaniu tarcz zastoinowych (Warszawa 1935).
Walczył jako żołnierz podczas wojny obronnej 1939, 17 września znalazł się w niewoli niemieckiej, wyszedł na wolność po czterech tygodniach pobytu w obozie jenieckim w Radomiu. 15 października 1939 powrócił do pracy w klinice. W 1940 został jej kierownikiem. Prowadził tam tajne nauczanie w ramach konspiracyjnego Wydziału Lekarskiego UW. Podczas powstania warszawskiego był lekarzem w szpitalu powstańczym przy ul. Śliskiej 51, a następnie w Instytucie Oftalmicznym przy ul. Pierackiego 12. 6 września 1944 trafił do niewoli niemieckiej. Trafił do Szpitala Wolskiego, od 15 września powrócił do funkcji kierownika Kliniki Chorób Oczu UW ewakuowanej do Milanówka. W styczniu 1945 aresztowało go Gestapo, lecz po kilku dniach został zwolniony. Następnie odbywał leczenie w Zakopanem.
W maju 1945 został profesorem nadzwyczajnym Wydziału Lekarskiego Uniwersytetu Łódzkiego, a w 1948 profesorem zwyczajnym tego wydziału. Zorganizował Klinikę Chorób Oczu Wydziału Lekarskiego UŁ. W latach 1945–1946 i 1949–1951 był prodziekanem, a w latach 1946–1948 dziekanem tego wydziału.
Inne pełnione funkcje:
- członek redakcji „Kliniki Ocznej”
- członek Komisji Medycyny Teoretycznej PAU
- specjalista krajowy w zakresie okulistyki (1950–1955)
- przewodniczący specjalistów wojewódzkich na m. Łódź i woj. łódzkie
- zastępca przewodniczącego Komisji Okulistyki Min. Zdrowia i członkiem Rady Naukowej przy Ministrze Zdrowia
- członek towarzystw okulistycznych: austriackiego, francuskiego, europejskiego
- sekretarz generalny Polskiego Towarzystwa Okulistycznego (1931–1946)
- przewodniczący Oddziału Łódzkiego (1946–1983) i wiceprzewodniczący Zarządu Głównego (od 1952) Polskiego Towarzystwa Okulistycznego
- członek honorowy Lubelskiego Towarzystwa Lekarskiego[1]

30 września 1973 przeszedł na emeryturę. Zmarł 30 czerwca 1986 w Łodzi. Spoczywa na cmentarzu komunalnym Doły w Łodzi (kwatera XXXIII-1-36). 
Był dwukrotnie żonaty. W 1925 zawarł związek małżeński z Zofią z Saskich (zm. 1965). W związku tym urodziła się w 1934 córka Maria, docent okulistyki, zamieszkała w Łodzi. Drugą żoną była Marianna Kłos (zm. 2001), laborantka Kliniki Chorób Oczu Akademii Medycznej w Łodzi.

## Ordery i odznaczenia
- Krzyż Komandorski Orderu Odrodzenia Polski[3]
- Krzyż Oficerski Orderu Odrodzenia Polski (11 lipca 1948)[4]
- Złoty Krzyż Zasługi (7 sierpnia 1939)[5]
- Medal 10-lecia Polski Ludowej (25 stycznia 1955)[6]
- Honorowa Odznaka i Nagroda Naukowa m. Łodzi (1965)[7][1]